# 安东·阿尔吉拉
安东·阿尔吉拉（羅馬尼亞語：Anton Arghira，1963年10月27日—），罗马尼亚男子摔跤运动员。他曾代表罗马尼亚参加世界摔跤锦标赛，获得一枚银牌。他也曾参加1992年和1996年夏季奥林匹克运动会。